# Pedro Daniel Martínez
Pedro Daniel Martínez Perea (ur. 5 marca 1956 w Mendozie) – argentyński duchowny katolicki, biskup San Luis w latach 2011–2020.

## Życiorys
Święcenia kapłańskie przyjął 17 grudnia 1981 i został inkardynowany do archidiecezji Mendoza. Pracował jako duszpasterz parafialny oraz jako sędzia kościelnego trybunału. W 1986 uzyskał inkardynację do diecezji San Rafael. Od 1993 pracował w diecezjalnym seminarium, zaś w 2008 został jego rektorem.
7 grudnia 2009 papież Benedykt XVI mianował go biskupem koadiutorem diecezji San Luis. Sakry biskupiej udzielił mu 19 marca 2010 kardynał Héctor Aguer. Rządy w diecezji objął 22 lutego 2011, po przejściu na emeryturę poprzednika.
9 czerwca 2020 przeszedł na emeryturę. 